# 瑪蒙-赫林頓CTLS輕型坦克
瑪蒙-赫林顿輕型作戰坦克系列（英語：Marmon-Herrington Combat Tank Light Series），為美國在二次世界大戰時所使用的輕型戰車和小戰車系列。CTL-3型的武裝為兩挺7.62毫米M1919機槍和一挺12.7毫米M2白朗寧機槍，車組員兩名。瑪蒙-赫林顿原先打算將這系列坦克設計成兩棲輕型戰車，但這個設計未获美國海軍陸戰隊正式采用。不久後，珍珠港事變爆發，這款坦克被出口給其他盟國或被美國做為應急輕型坦克使用。
该型坦克主要服役於阿拉斯加和荷屬東印度，美國則多把他們駐紮在海岸，負責執行防禦任務。連同樣車，瑪蒙-赫林顿CTLS輕型坦克總共製造了800多台，盟軍在1943年開始退役這些坦克，但二戰後新建立的印尼軍隊仍然使用到1949年。

## 設計與開發
1930年代中葉，美國海軍陸戰隊尋求能夠支援兩棲作戰的輕型戰車。在克里斯蒂的兩棲坦克結束試驗後，瑪蒙-赫林顿生產了裝備一挺12.7毫米M2白朗寧機槍和兩挺7.62毫米的M1919機槍的無砲塔輕型坦克，名為輕型作戰坦克3型（英語：Combat Tank Light 3，縮寫為CTL-3），標準車組員為兩名，裝甲厚度為12.7（1英寸），而車上三挺機槍皆安裝在車身正前方的球形机枪座上。
戰車使用葉片弹簧轉向架懸吊（Bogie leaf suspension），長3.51（11.52英尺）、寬2.08（6.82英尺）、高2.11（6.92英尺），重4.3公噸（4.2長噸）。CTL-3型的動力來源為林肯V-12引擎，CTL-3A則使用海格力斯6汽缸汽油引擎，能為戰車提供120匹馬力（89千瓦特）動力，時速最高53每小時（33英里每小時），航程201（125英里）。首批五輛原型車于1936年出厂接受測試，1939年又有五輛完工下线。测试中暴露出坦克装甲不足、引擎脆弱等一系列缺陷。由于不满其过时的性能，測試工作于1939年终止。此後，陸戰隊將這些坦克改為訓練用車。

## 服役紀錄

### 美國

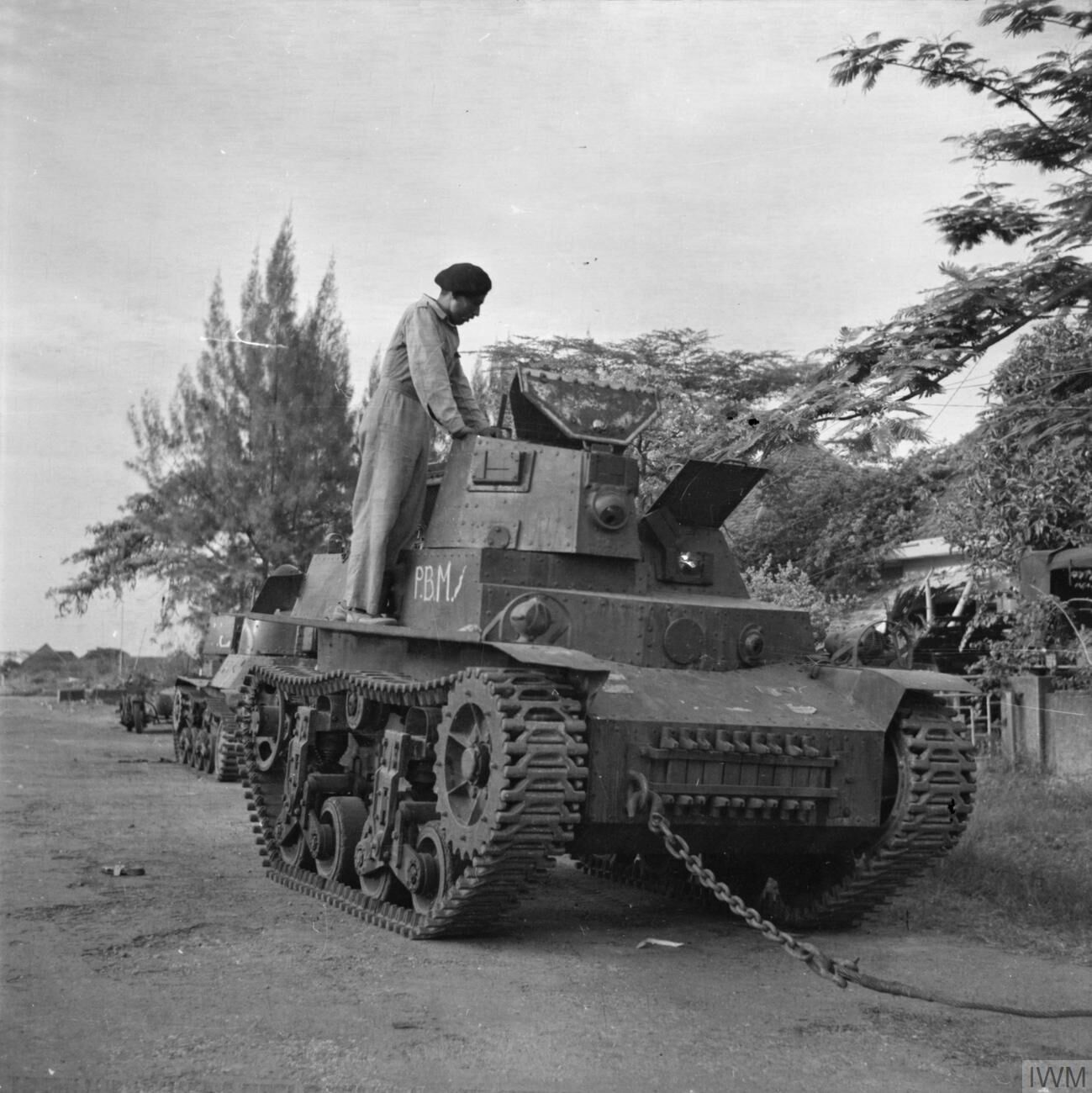
一輛位於泗水的受損瑪蒙-赫林顿CTLS戰車，1945年

1937年2月，首批五輛CTL-3戰車抵达弗吉尼亞州匡提科海軍陸戰隊第一旅坦克連，参加当年的艦隊演習。但是為了減輕重量和縮小戰車，脆弱的傳動系統和薄弱的裝甲產生了不少問題。之後，海軍陸戰隊為装备第二個坦克排向瑪蒙·赫林顿訂購了改进型CTL-3A坦克，1939年6月送抵。
二戰期間，海軍陸戰隊僅裝備了少量CTLS戰車在第1戰車連和第1侦察連中，部分被派駐到了薩摩亞，從未投入戰鬥。珍珠港事變後，軍械委員會（Ordnance Committee）決定將少量CTLS-4TAC和CTLS-4TAY型裝備到美國陸軍中，並在之後的阿留申群島戰役投入作戰。根據軍械委員會第18526号決議，驾驶室左置的CTLS-4TAC被軍方命名為T16輕型戰車，右置的CTLS-4TAY被命名为T14輕型戰車。

### 他國
皇家荷屬東印度陸軍曾訂購六百輛的CTLS系列戰車，一批少量的CTLS戰車運送到爪哇後，正好碰上了1942年早期日本的入侵行動，因此投入了作戰中。之後，同屬荷屬東印度陸軍訂單的149輛CTLS戰車被送往了澳大利亞，被用於訓練。珍珠港事變後，由於租借法案的關係，600輛的CTLS-4TAC型和4TAY型交給了中國軍隊使用。二戰後，印尼軍隊在1949年印度尼西亞獨立革命時曾使用自皇家荷屬東印度陸軍缴获的CTLS戰車。

## 衍生型號

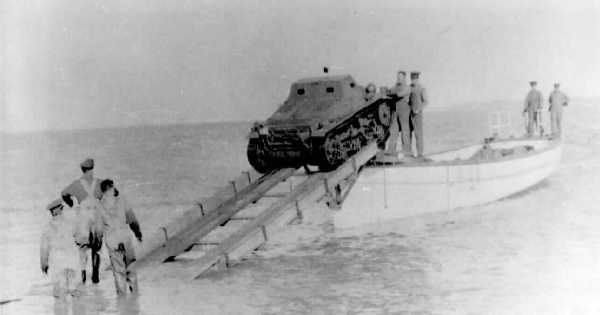
一辆CTL-3型戰車正在接受美國海軍陸戰隊士兵測試

- CTL-1－瑪蒙-赫林顿为伊朗陸軍设计的小坦克。由於未被採用，僅生產了一輛[3]。
- CTL-2－裝甲增厚版的CTL-1型[3]。
- CTL-3－裝有12.7毫米M2白朗寧機槍一挺和7.62毫米M1919機槍兩挺的小戰車型號，僅處於原型階段，曾有10輛原型車分別在1936年和1939年被生產出來，之後在1941年時，它們皆被升級為CTL-3M型[3]。共有兩個戰車排裝備了CTL-3型戰車，全數在1943年報廢[1][10]。
- CTL-3A－CTL-3的懸吊改進版，并改用海格力斯6缸汽油引擎。[10]
- CTL-3M－CTL-3的改進版，在1941年時，所有的CTL-3皆升級成為了CTL-3M[3]。
- CTL-3TBD－CTL-3的改進版，改良了履帶、懸吊，以及新增的一挺M2白朗寧機槍，兩挺M2白朗寧皆安裝在砲塔中。僅有5輛被生產出來，之後在1943年於薩摩亞全部報廢[1]。
- CTLS-4TAC－租借法案的出口型號，總共有420輛被製造出來，原先是為中國軍隊所設計，共有600輛4TAC和4TAY型在珍珠港事變後被美国接管[6]。其中240輛為了因應阿留申群島戰役等緊急狀況，而被裝備到了美軍中。裝甲厚度增加一倍，武器為三挺7.62毫米機槍，其中一把被安裝在可240°轉動的手搖砲塔中。根據軍械委員會第18526号決議，CTLS-4TAC被美軍命名為T16輕型戰車，於1943年全部報廢[5]。
- CTLS-4TAY－將駕駛座和砲塔置於車身左側的CTLS-4TAC型[6]。
- CTL-6－CTL-3的改進版，改良了履帶和懸吊系統，僅有20輛被製造出來。服役和裝備於薩摩亞的兩個裝甲排中，全部於1943年報廢[1]。

## 相關計畫
瑪蒙-赫林顿從CTLS戰車衍生了兩種設計，原先打算運往荷蘭，但後來被軍械部所接收

### CTMS-1TB1

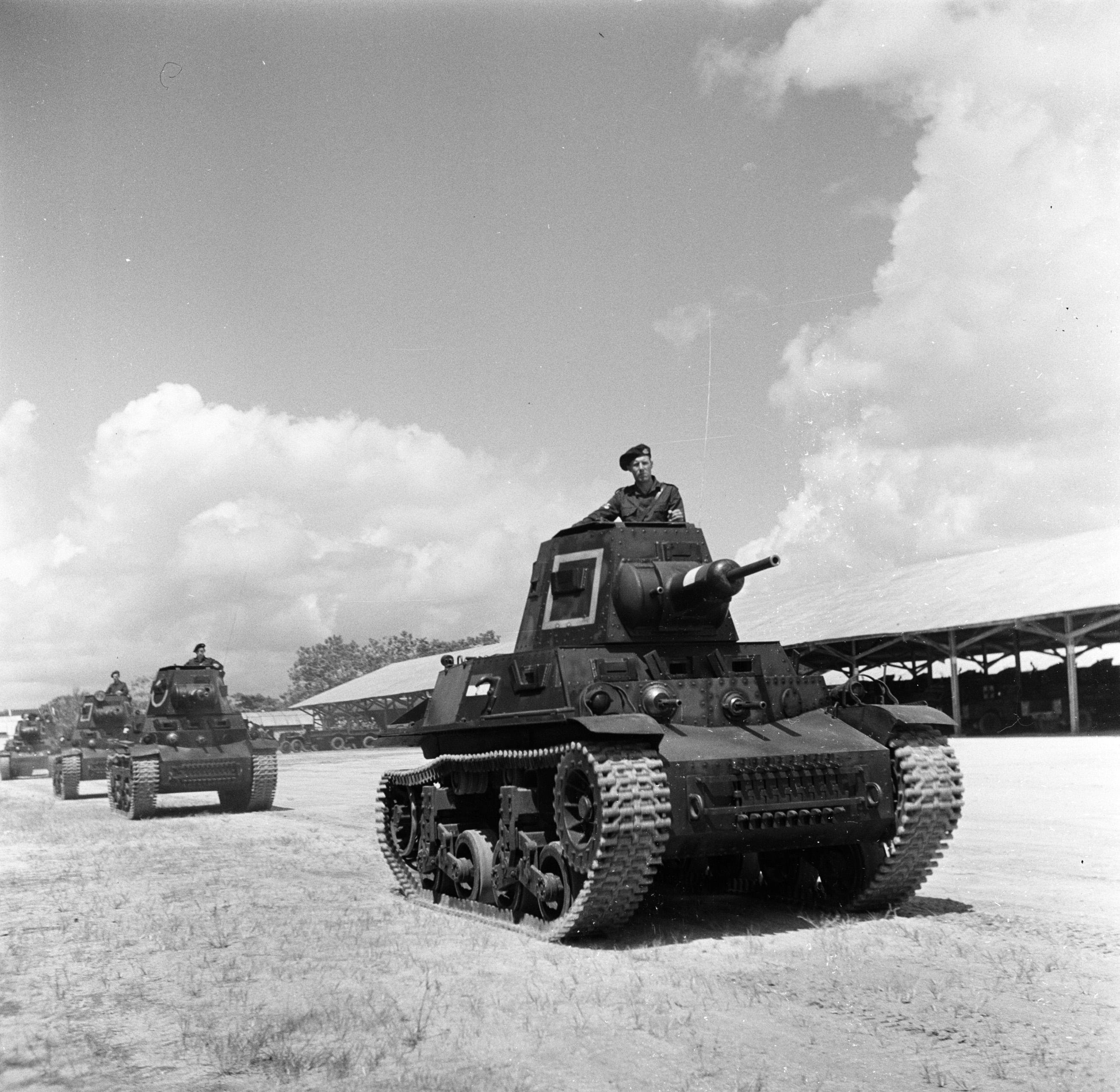
位於蘇利南 (荷蘭殖民地)帕拉馬里博的CTMS-1TB1戰車，1947年

CTMS-1TB1計畫始於1941年，車組員三名，裝有一门37（1.5英寸）機砲和一挺M1919同軸機槍。同年，荷蘭政府訂購了600輛CTLS系列戰車，CTMS-1TB1也包含其中。但是這些戰車由於荷蘭投降和荷屬東印度被日本佔領而從未離開美國，之後被美國陸軍徵用，但战果有限。
在1943年早期，兩輛CTMS-1TB1被送往阿伯丁試驗場進行測試，同年的5月，由於美國擁有了足夠數量的輕型坦克，決定不使用CTMS-1TB1。

### MTLS-1G14
MTLS-1G14的計畫與CTMS-1TB1同時展開，為一款為荷蘭軍隊設計的四人中型坦克。可360度旋轉的雙人砲塔中裝有兩门37毫米44倍径戰車砲，另有五挺M1919機槍：两挺分别為同軸和高射机枪、其余三挺为航向机枪。装甲为铆接，最厚38（1.5英寸）、最薄13（0.5英寸）。這個設計随后被美軍接收，並在1943年4月於阿伯丁試驗場進行測試，最後由於更好的中型坦克投入生產，MTLS-1G14未被美軍采用。

### 註腳
1. 1 2 3 4 5 6  Estes (2012), p. 15.
2. 1 2 3  Hunnicutt (1992), p. 112.
3. 1 2 3 4 5  Zaloga (2012), p. 7.
4. 1 2  Zaloga (2012), p. 6.
5. 1 2  Hunnicutt (1992), p. 215.
6. 1 2 3 4  Green (2014), p. 161.
7. 1 2  Bradford (2009), p. 9.
8. ↑  王法 (2015), pp. 40-43.
9. ↑  Handel, Paul D. . Anzac Steel.   [2016-12-24]. （原始内容存档于2016-10-03）.
10. 1 2  Green (2014), p. 134.
11. 1 2  Hunnicutt (1992), p. 217.
12. ↑  Zaloga (2012), p. 10.
13. ↑  Hunnicutt (1992) pp. 218–219.